# Цандер, Юдит
Джудит Зандер (нем. Judith Zander; p. 13 ноября 1980, Анклам) — немецкая писательница, поэтесса и переводчица.

## Жизнь и литературная деятельность
Джудит Зандер изучала немецкий, английский и историю в университете Грайфсвальда, а затем писательское ремесло в Немецком литературном институте Лейпцига.
В 2007 году она получала Премию Open Mike в номинации Поэзия. В 2010 году выиграла Премию 3sat на Днях немецкой языковой литературы. Её дебютный роман Dinge, die wir heute sagten (То, что мы сказали сегодня) был номинирован на Немецкую книжную премию 2010 года, a награждённый Премией им. Уве Йонсона в 2011 году. В 2017 году её поэтические сборники были удостоены Премии Анке Беннхольдт-Томсен.
Она является членом ПЕН-клуба Германии.

### Переводы Джудита Зандера
- Нан Шеперд, Der lebende Berg : eine Huldigung der Cairngorms (очерк). Matthes & Seitz, Берлин 2017, ISBN 978-3-95757-419-0.
- Сильвия Плат, Über das Wasser/Crossing the Water (стихи). Luxbooks, Висбаден 2013, ISBN 978-3-939557-29-6 (нем.)/ (англ.).
- Сильвия Плат, Der Koloss (стихи). Suhrkamp, Берлин 2013, ISBN 978-3-518-42380-6.
- Боб Хикок, Umstellung auf Rehzeit (стихи). Luxbooks, Висбаден 2013, ISBN 978-3-939557-47-0.